# 尼納奧爾科山
21°53′18″S 66°34′27″W / 21.88833°S 66.57417°W
尼納奧爾科山（Nina Urqu），是玻利維亞的山峰，位於該國西南部波托西省的南利佩斯省，處於帕科奧爾科山、瓦赫拉約赫山和莫羅科山東南面，屬於安第斯山脈的一部分，海拔高度4,742米。